# Bugatti Type 55
O Bugatti Type 55 é um carro desportivo de dois lugares produzido pela fabricante francesa Bugatti entre 1931 e 1935. O Type 55 é baseado no Type 54, um carro de corrida Grand Prix.

## Mecânica
O Bugatti Type 55 está equipado com um motor de 2,3 L (2262 cm³) de oito cilindros em linha, proveniente do Bugatti Type 51. Este motor produz 130 HP a 5000 rpm. A versão roadster tem uma distância entre eixos de 2.750 mm e um peso de 1118 kg. É equipado com uma caixa de câmbio manual de quatro velocidades que compartilha com o Bugatti Type 49.

## Desempenho
O Type 55 pode acelerar de 0 a 80 km/h em 8 segundos, e sua velocidade máxima é de 180 km/h.